# Такач, Тибор
Ти́бор Та́кач (Tibor Takács) — кинорежиссёр, продюсер, сценарист.

## Биография
Родился 11 сентября 1954 в Будапеште, Венгрия. Снимает фильмы различных жанров. Первый его фильм снят в 1978 г.

## Фильмография

### Кино
- 1978 — / Metal Messiah
- 1982 — 984: Узник будущего / 984: Prisoner of the Future / The Tomorrow Man
- 1987 — Врата / The Gate
- 1989 — Безумная / I, Madman
- 1990 — Врата 2: Нарушители / The Gate II: Trespassers
- 1994 — Смертельный змей / Bad Blood / Viper
- 1995 — Смертельное прошлое / Deadly Past
- 1996 — Саботаж / Sabotage
- 1996 — Сабрина — маленькая ведьма / Sabrina the Teenage Witch
- 1997 — Красный след / Deathline / Redline
- 1998 — Убежище / Sanctuary
- 1998 — Сабрина в Риме / Sabrina Goes to Rome
- 2000 — Проект «Нострадамус» / Nostradamus
- 2000 — Однажды на Рождество / Once Upon a Christmas
- 2001 — Ещё раз в Рождество / Twice Upon a Christmas
- 2002 — Идеальный торнадо / Tornado Warning
- 2003 — Хозяева подземелий / Rats
- 2005 — Землетрясение / Nature Unleashed: Earthquake
- 2005 — Человек-комар / Mansquito / Mosquito-Man
- 2006 — Чёрная дыра / The Black Hole
- 2006 — Монстр глубин / Kraken: Tentacles of the Deep
- 2007 — Ледяные пауки / Ice Spiders
- 2007 — Мегазмея / Mega Snake
- 2008 — Ужас торнадо в Нью-Йорке / NYC: Tornado Terror
- 2009 — Ложь и иллюзии / Lies & Illusions
- 2010 — Столкновение / Meteor Storm
- 2013 — Пауки / Spiders 3D
- 2013 — Летний лагерь / Bunks
- 2017 — Извержение: Лос-Анджелес / Destruction Los Angeles
- 2017 — Рождество в Роки-Маунтин / Rocky Mountain Christmas
- 2018 — Уже Рождество, Ив / It’s Christmas, Eve
- 2018 — Воспоминания о Рождестве / Memories of Christmas
- 2019 — Рождественское чудо / A Christmas Miracle
- 2020 — Секретный ингредиент / The Secret Ingredient
- 2020 — Тётя на Рождество / The Christmas Aunt
- 2022 — Подстава / Blowback
- 2022 — Чёрная метка / Black Warrant

### Телесериалы
- 1991 — Тропическая жара / Tropical Heat / Sweating Bullets (3 эпизода)
- 1992—1994 — Дневники Красной Туфельки / Red Shoe Diaries (2 эпизода)
- 1995 — За гранью возможного / The Outer Limits (4 эпизода)
- 1995 — Одинокая голубка / Lonesome Dove: The Outlaw Years (1 эпизод)
- 1997 — Полицейская академия / Police Academy: The Series (2 эпизода)
- 1998 — Земля: Последний конфликт / Earth: Final Conflict (2 эпизода)
- 1998 — Сабрина — маленькая ведьма / Sabrina the Teenage Witch (1 эпизод)
- 1998 — Первая волна / First Wave (1 эпизод)
- 1999 — Ворон: Лестница в небо / The Crow: Stairway to Heaven (2 эпизода)
- 2011—2012 — Моя няня — вампир / My Babysitter’s a Vampire (10 эпизодов)